# Viczián János (könyvtáros)
Viczián János (Békéscsaba, 1940. augusztus 8. – Budapest, 2013. augusztus 18.): bibliográfus, könyvtáros, lexikográfus. Szerkesztői álneve: 88. Felesége Takács Emma könyvtáros (Egyetemi Könyvtár), fia Viczián Botond gépészmérnök, mozitörténész.

## Életpályája
Gimnáziumi tanulmányait Békéscsabán végezte, ott is érettségizett 1958-ban. 1956-ban kamaszként beállt a helyi nemzetőrségbe, azonban utólag emiatt nem érte retorzió. 2 évig segédmunkás, majd Budapesten bekerül az egyetemre: 1960–65 között történelem szakos tanári, 1970-ben könyvtárosi képesítést szerzett az ELTE Bölcsészettudományi Karon (ELTE-BTK).
Tanulmányai befejeztével különféle kisebb könyvtárakhoz osztották be, majd 1970-től 5 évre az Építésügyi Tájékoztatási Központba került. 1975–1979 között az Akadémiai Kiadó lexikonszerkesztőségében dolgozott. 
1979-ben doktorált, disszertációja 2002-ben jelent meg könyv alakban (Diákélet és diákegyesületek a budapesti egyetemeken, 1914–1919). 1980-ban az MTA Könyvtárába került, itt kezdte gyűjteni a Gulyás-féle Magyar írók élete és munkáit bővítő adatokat (az alapanyag és a kiegészítés mintegy 100.000 cédulát tett ki).
1990-ben indult meg a Gulyás-féle életrajzi lexikon folytatása, a munkát 1996-ig ösztöndíjasként végezte.
1997-ben nyugdíjazták, s élete végéig szabadúszóként dolgozott, egyre súlyosbodó betegséggel küzdve.

## Munkássága
Szerkesztőként részt vett az 1989-es katolikus Bibliai lexikon munkálataiban. 1990-től haláláig dolgozott a Gulyás-féle írói lexikon folytatásán, 1996-ig az MTA ösztöndíjasaként. Az 1990-ben megjelent 7. Gulyás-kötethez Viczián János "tájékoztató jellegű bevezető tanulmányt csatolt", illetve mellékelte az eredeti Gulyásból (annak befejezetlensége okán) hiányzó, a felhasznált forrásokat összegző jegyzéket.
1993. december 8-án előadással vett részt Pécsett a Gulyás Pál-emlékülésen. 1996-ban megkapta a könyvtáros szakma legmagasabb elismerését, a Szinnyei József-díjat, ezt azonban – szakmai önérzetére hivatkozva – nem vette át.
A rendszerváltás után a Szinnyei József által kezdett Magyar írók élete és munkái irodalmi lexikon (14 kötetben 1891–1914) folytatását jelentő Gulyás Pál-féle Magyar írók élete és munkái. Új sorozat (1-6. köt., A–E betűtartomány, 1939–1944) köteteit rendezte sajtó alá, az eredeti anyaggyűjtést kiegészítve (7-19. köt., F–Ö betűtartomány, 1990–2002). A P-től Zs-ig terjedő betűtartomány is elkészült, ám a szerkesztő haláláig nem jelent meg (egyelőre – részben – kéziratban).
Szerkesztette A Révai új nagylexikona segédkönyvei – A századvég magyarsága sorozatot (1993–1995). 1993–2013 között a Magyar katolikus lexikon 16 kötetét rendezte sajtó alá (a 17., indexkötet halála után jelent meg), illetve a sorozat számos szócikkét maga írta.
Munkássága nyomán a magyar kézikönyvek, lexikonok számos kötete a korábbinál korszerűbb szemlélettel, tömörebben és egyszersmind több információt tartalmazva jelent meg. A korábbi, évszázados gyakorlattal ellentétben (vö. "ollóval írt művek" – öt lexikonból csinálnak egy hatodikat) minden kétséges adatot igyekezett ellenőrizni. Dolgozószobájában hatalmas mennyiségű lexikon, repertórium, bibliográfia, adattár stb., illetve kisebb részben elektronikus adathordozó állt rendelkezésre (az internet adta lehetőségekkel csak igen kis mértékben élt). "Fölismerte, hogy egy lexikonkötet az adatok optimális tálalásának tudománya."

## A Gulyás-lexikon folytatása (2024–)
11 évvel Viczián János halála után fia, Viczián Botond gépészmérnök 2024-ben a 20. kötettől, a P betűtartománytól magánkiadásban ("Megjelenését senki nem támogatta.") folytatja a Gulyás-féle Magyar írók élete és munkái anyagának közreadását.
Az átlagosan mintegy 1000 hasábos (500 oldalas) kötetek küllemükben-tördelésükben hűen követik a korábban megjelenteket, azonban a rövidítések terén van némi eltérés – a modernizálásról a 20. kötet szerkesztői előszava tudósít. 
A sajtó alá rendező Viczián Botond külön honlapot hozott létre a lexikonnak, amelyen nyomon követhető az egyes kötetek megjelenése, ill. beszerezhetősége.

## Művei
- A magyar egyetemi és főiskolai diáklapok bibliográfiája 1857–1972; FPK, Bp., 1978 (Felsőoktatástörténeti kiadványok)
- Herbert Haag: Bibliai lexikon; ford. Ruzsiczky Éva, főszerk. Diós István, szerk. Viczián János, Putnokyné Ruzsonyi Piroska, Vándorné Talabér Klára; Szt. István Társulat, Bp., 1989
- Magyar egyetemek és főiskolák földrajzi és intézményi mutatója. Segédlet a Révai új nagylexikona készítőinek 2. (1990, kéziratban)
- Magyar írók élete és munkái. Új sorozat, 7–19. köt.; összeáll. Gulyás Pál, sajtó alá rend., előszó Viczián János; MTA Irodalomtudományi Intézet, MTA Könyvtár, Petőfi Irodalmi Múzeum, Argumentum [változó kiadókkal], Bp., 1990–2002
- Ki kicsoda Kassától Prágáig? / Ungarisches biographisches Lexikon in Böhmen-Morawien und Slowakei; szerk. Szőke József, Viczián János, mutatók Viczián János; Babits, Szekszárd, 1993 (A Révai új nagylexikona segédkönyvei; A századvég magyarsága)
- Ki kicsoda a hírközlésben? Újságírók, a sajtó, a rádió és televízió szerkesztői, tudósítói / Biografisches Lexikon der ungarischen Journalisten; szerk. Bodrits István, Viczián János; mutatók Viczián János, Takács Emma; Babits, Szekszárd, 1994 (A Révai új nagylexikona segédkönyvei; A századvég magyarsága)
- Magyar katolikus lexikon I–XVII. Főszerk. Diós István; szerk. Viczián János. Budapest: Szent István Társulat. 1993–2014.  ISBN 963-361-626-3
- Diákélet és diákegyesületek a budapesti egyetemeken, 1914–1919; ELTE Levéltár, Bp., 2002 (Felsőoktatástörténeti kiadványok)[16]
- Diós István–Viczián János: Előttünk jártak a hitben. 1945–2010 között elhunyt kedvesnővéreink mintegy 4100 életrajza; fotó Landthaller Judit, Csaba György; Központi Papnevelő Intézet, Bp., 2014[17]